# O Xangô de Baker Street (Film)
O Xangô de Baker Street ist eine brasilianisch-portugiesische Sherlock-Holmes-Kriminalkomödie aus dem Jahr 2001. Es ist die Verfilmung des gleichnamigen Romans (dt.: Sherlock Holmes in Rio) von Jô Soares, der auch das Drehbuch schrieb.

## Handlung
Rio de Janeiro zu Zeiten des zweiten Kaisers Brasiliens, Dom Pedro II., im Jahre 1886. Der Diebstahl einer wertvollen Stradivari-Geige gerät zur delikaten Angelegenheit des Kaisers, und ein Serienkiller beginnt zeitgleich sein Unwesen. Auf Anraten der in Rio gastierenden französischen Schauspielerin Sarah Bernhardt lädt die kaiserliche Polizei den Londoner Detektiv Sherlock Holmes in die Stadt, der in Begleitung seines Assistenten Dr. Watson eintrifft. Es folgen weitere Morde des Serienkillers, während der Detektiv sowohl nach dem Mörder, als auch dem Dieb der Geige sucht. Dabei macht er im tropischen Rio verschiedene kulturelle, amouröse, gastronomische und kriminologische Erfahrungen, bis er sich, nach einem für Holmes ungewöhnlichen Ende des Falles, wieder zurück nach London einschifft, zusammen mit Watson.

## Produktion und Drehorte
Der Film ist eine für Brasilien und Portugal gleichermaßen ungewöhnlich internationale Produktion. Mit Portugiesisch, Englisch und Französisch wechseln sich drei Sprachen über den gesamten Film ab, Schauspieler aus Portugal, Brasilien und England spielen die Hauptrollen, und es wurde in Rio de Janeiro, Porto und London gedreht. Auf Grund der baulichen Veränderungen und der zentralen Lage mit vielen täglichen Passanten wurde ein großer Teil der Außenaufnahmen nicht an den Originalorten in Rio, sondern in Gassen der Innenstadt des portugiesischen Porto gemacht, wo geschlossene Häuserfronten mit Fassaden des 19. Jahrhunderts zu finden sind. Auch im dortigen Café Majestic und der Buchhandlung Livraria Lello e Irmão wurde gedreht. In Rio selbst waren u. a. Rios Botanischer Garten, die historische Altstadt (u. a. die Rua 10 de Março, das Real Gabinete Português de Leitura und die Praça da República) Drehorte, dazu das Museu Imperial und der Palácio de Cristal im außerhalb gelegenen Petrópolis, ebenso das Teatro Municipal de Niterói, im Rio gegenüberliegenden Niterói.
Mit dem US-Bürger Joaquim de Almeida und der in Frankreich lebenden Maria de Medeiros wurden zwei der international bekanntesten Schauspieler Portugals besetzt, dazu kam der renommierte britische Theaterschauspieler Anthony O’Donnell, und in Brasilien bekannte Telenovela- und Theater-Darsteller wie Cláudia Abreu, Marco Nanini oder Caco Ciocler. Der Autor des Romans, der in Brasilien besonders als Fernsehmoderator populäre Jô Soares, spielt in einer Nebenrolle selbst mit.
Der Film wurde aufwändig und detailgetreu ausgestattet, beispielsweise wurden für die Palastaufnahmen 10 Bilder des Museu Nacional de Belas Artes ausgeliehen. Die Kamera orientiert sich an der Malerei des 19. Jahrhunderts bis zum Aufkommen der nüchternen Fotografie, entsprechend farbenprächtig und schattenreich fällt die atmosphärische Fotografie aus.

## Rezeption
Der Titel lautet übersetzt „Der Shango aus der Baker Street“ und spielt auf den nüchtern kombinierenden Sherlock Holmes an, der hier auf afrobrasilianische Kulte trifft. Im Gegensatz zur gleichnamigen Romanvorlage erntete die Verfilmung 2001 international Lob. Hervorgehoben wurden dabei vor allem die wirkungsvolle Fotografie des Films, die Schauspielleistungen, und die gelungene Mischung aus humorvoller Sherlock-Parodie und spannend erzählter Geschichte. Der unbeschwert inszenierte, aufwändig ausgestattete und flüssig erzählte Film berührt dabei auch Themen wie Sklaverei, Erotik, und den Gegensatz zwischen dekadentem Reichtum der Oberschicht und der Armut der breiten Bevölkerung. Die Lebensfreude und der Humor der Brasilianer werden ebenso gezeigt, wie die Bedeutung europäischer Kultur und die ambivalente Beziehung der Brasilianer zu ihr, etwa wenn hier sowohl europäische Hochkultur, als auch afrobrasilianische Kulte auftauchen. Der üblicherweise fehlerlos kombinierende Sherlock Holmes wird hier auch als komische Figur mit eklatanten Fehlschlüssen, als unerfahrener Liebhaber, und mit Verdauungsproblemen gezeigt. Neben schwarzem Humor schlägt der Film auch selbstironische Töne an, sowohl in Bezug auf Sherlock Holmes, als auch in Bezug auf brasilianische Klischees. Mit einfallsreichen Szenen, wie dem Geigen-Duell zwischen Sherlock Holmes und dem Marquis de Sales als Anspielung an bekannte Szenen der Filmgeschichte, aber auch den erotischen Momenten, deren Spannung durch Humor aufgelöst werden, wirkt der Film unbeschwert und heiter, trotz einiger blutigen Szenen und seiner eigentlichen Kriminalgeschichte, die angesichts der über Holmes und Watson hereinbrechenden tropischen Eindrücke etwas in den Hintergrund tritt.
Der in einer Nebenrolle selbst mitspielende Autor der Romanvorlage ist nach eigener Aussage mit dem Ergebnis der Verfilmung vollends zufrieden.
Der Film gewann 2002 in Portugal den Globo de Ouro und wurde in Brasilien mit mehreren Preisen ausgezeichnet. Über 350.000 Kinokarten verkaufte der Film allein in Brasilien und wurde 2004 als DVD veröffentlicht.